# Wojciech Nowicki (pisarz)
Wojciech Nowicki (ur. 1968 w Opolu) – polski pisarz, eseista, fotograf, kurator, dziennikarz, tłumacz, krytyk kulinarny.
Jest autorem dwóch zbiorów esejów poświęconych fotografii: Dno oka (2010), który znalazł się w finale Nagrody Literackiej Nike 2011, oraz Odbicie (2015). Laureat Nagrody Literackiej Gdynia 2014 w kategorii eseistyka za tom Salki. Nominowany do Nagrody Literackiej Gdynia 2020 w kategorii prozy za powieść Cieśniny.
Był kuratorem wielu wystaw fotograficznych w Polsce i za granicą, prezentujących twórczość m.in. Jerzego Lewczyńskiego, Michała Greima, Wilhelma von Blandowskiego, Anety Grzeszykowskiej, współczesnych fotografów litewskich, fascynacji podróżniczych Jana Matejki. Wydał album monograficzny dotyczący Zapisu socjologicznego Zofii Rydet oraz opracował zdigitalizowane archiwum fotografii Wojciecha Plewińskiego.
Współorganizuje Miesiąc Fotografii w Krakowie, w ramach którego był autorem m.in. wystaw Promieniowanie i Tuż obok. W 2015 roku był jego kuratorem głównym, tworząc program wystaw Konflikt.
Dla krakowskiego wydania dodatku kulturalnego do „Gazety Wyborczej” „Co jest grane” pisze recenzje kulinarne z krakowskich restauracji.
W 2005 wraz z Weroniką Łodzińską-Dudą, Andrzejem Kramarzem, Piotrem Trybalskim i Łukaszem Trzcińskim założył fundację „Imago Mundi”, zajmującą się promocją fotografii, fotografów i działalnością wydawniczą.

## Publikacje
- Cieśniny, Wołowiec 2019, ISBN 978-83-8049-913-3
- Tuż obok, Wołowiec-Kraków 2018,
- Zofia Rydet. Zapis socjologiczny 1978-1990, Gliwice: Muzeum w Gliwicach 2016, ISBN 978-83-89856-85-2
- Odbicie, Wołowiec: Czarne, 2015, 296 s., ISBN 978-83-8049-110-6;
- Konflikt, Kraków: Fundacja Sztuk Wizualnych, 2015, 240 s., ISBN 978-83-62978-26-7;
- Salki, Wołowiec: Czarne, 2013, 219 s., ISBN 978-83-7536-515-3;
- Ciemne świecidło. Fotografie Michała Greima (1828-1911), Kraków: Muzeum Etnograficzne im. Seweryna Udzieli, 2013;
- Niepokoje Wilhelma von Blandowskiego, Gliwice: Muzeum, 2013;
- Jerzy Lewczyński. Pamięć obrazu, Muzeum w Gliwicach, 2012, 279 s. ISBN 978-83-89856-39-5;
- Stół, jaki jest. Wokół kuchni w Polsce, Kraków: Muzeum Etnograficzne im. Seweryna Udzieli, 2011, ISBN 978-83-613-6915-8;
- Dno oka. Eseje o fotografii, Wołowiec: Czarne, 2010, ISBN 978-83-7536-183-4;
- Nowa Europa, Fundacja Imago Mundi, 2009 (współautor: Łukasz Trzciński), ISBN 978-83-925914-1-2.